# Boca de Aroa (paroisse civile)
Pour les articles homonymes, voir Boca de Aroa, Boca et Aroa.
Boca de Aroa est l'une des deux paroisses civiles de la municipalité de José Laurencio Silva dans l'État de Falcón au Venezuela. Sa capitale est Boca de Aroa.

## Géographie

### Hydrographie
La paroisse civile est traversée d'ouest en est par le rÍo Aroa qui se jette dans l'océan Atlantique entre les deux localités côtières de Boca de Aroa et Las Delicias

### Démographie
Hormis sa capitale Boca de Aroa, la paroisse civile possède plusieurs localités, dont :
- Anselmito
- Boca de Aroa
- Kilómetro 26
- La Caracara
- Las Brujitas
- Las Delicias
- San José

## Économie

### Tourisme
La paroisse civile est bordée, à l'est, par les plages de l'océan Atlantique, notamment à Boca de Aroa et Las Delicias.